# Дейвид Фостър Уолъс
Дейвид Фостър Уолъс (на английски: David Foster Wallace) е американски университетски професор по английски език и творческо писане, публицист и писател на произведения в жанра социална драма, публицистика и документалистика.

## Биография и творчество
Дейвид Фостър Уолъс е роден на 	21 февруари 1962 г. в Итака, щат Ню Йорк, САЩ, в семейството на Джеймс Уолъс и Сали Фостър. Баща му е професор по философия в Университета на Илинойс в Ърбана-Шампейн, а майка му преподавателка по английска филология в общинския колеж в Шампейн. Израства с по-малката си сестра Ейми в района на Шампейн-Ърбана и от малък е запален читател край родителите си. От 11-годишен учи в Ърбана, където завършва гимназия и играе като младши тенисист на регионално ниво. Следва английска филология и философия в колежа „Амхърст“ и завършва с бакалавърска степен с отличие през 1985 г. Освен това специализира математика и модална логика. Получава докторска степен с дисертация на тема „Фатализмът“ на Ричард Тейлър и семантиката на физическата модалност”, за която получава Мемориалната награда „Гейл Кенеди“.
През 1987 г. получава магистърска степен по творческо писане от Университета на Аризона. Дипломната си работа от „Амхърст“ адаптира като първия си роман „Метлата на системата“ (The Broom of the System), който е публикуван през 1987 г. Премества се в Харвардския университет да следва магистърска степен по философия, но скоро напуска програмата. През 1988 г. е издаден първият му сборник с разкази „Момиче с любопитна коса“ (Girl with Curious Hair).
През 1991 г. започва да преподава литература като асистент в колежа „Емерсън“ в Бостън. През следващата година става преподавател по английска филология в Държавния университет на Илинойс.
Придобива световна популярност с романа си „Безкрайна шега“ (Infinite Jest), който е публикуван през 1996 г. Книгата включва широк състав от постмодерни герои, които варират от възстановяващи се алкохолици и чуждестранни държавници до обитатели на полудом и тенис звезди от гимназията. Тя представя футуристична визия за свят, в който рекламата е станала вездесъща, а населението е пристрастено към консуматорството. Огромния по обем роман е сравняван от критиката с „Одисей“ на Джеймс Джойс и е определен от списание „Тайм“ за един от стоте най-добри англоезични романи на ХХ-ти век.
През 1997 г. получава литературната стипендия „МакАртър“. През 1999 г. получава литературната награда „Ага Хан“ на списание „Париж Ревю“ за разказ от сборника му „Кратки интервюта с отвратителни мъже“ (Brief Interviews with Hideous Men). Сборникът първоначално е адаптиран в театрална пиеса, а през 2009 г. е екранизиран в едноименния американски комедиен филм с участието на Джулиан Никълсън.
През 2002 г. се премества в Клеърмонт като професор по творческо писане и професор по английски език в колежа „Помона“. Обръщението му към абсолвентите от 2005 г. в Кениън Колидж, е публикувано през 2009 г. в книгата „Това е вода“.
Уолъс има непостоянна връзка с писателката Мери Кар през 90-те години, която по късно разказва за неговата обсебеност от нея и емоционалния и физически натиск, на който е била изложена. Въпреки противоречивата им връзка след неговата преждевременна смърт, през 2008 годшина, тя посвещава на неговата памет едно свое прочувствено стихотворение. През 2002 г. се запознава с писателката Карън Грийн, за която се жени на 27 декември 2004 г.
През целия си живот той страда от депресия, алкохолизъм, наркомания и склонност към самоубийство и многократно е хоспитализиран за психиатрични грижи. Дейвид Фостър Уолъс се самоубива чрез обесване на 12 септември 2008 г. в Клеърмонт, Калифорния.
Последният му недовършен роман „Бледият крал“ (The Pale King) е компилиран от издателя му Майкъл Пийч, издаден е посмъртно през 2011 г. и е номиниран за наградата „Пулицър“.

## Произведения

### Самостоятелни романи
- The Broom of the System (1987)[1][3]
- Infinite Jest (1996)
- The Pale King (2011)

### Сборници
- Girl with Curious Hair (1988)[1][3][4][5]
- Brief Interviews with Hideous Men (1999)
- Oblivion (2004)
- Poolside (2007) – с Алис Адамс, Ейми Блум, Джон Чийвър, Ърнест Хемингуей, А. М. Хоумс, Андреа Лий, Джойс Каръл Оутс, Една О'Брайън, Джеймс Пърди, Греъм Суифт, Джон Ъпдайк, Джули Оринджър и Фей Уелдън
- The David Foster Wallace Reader (2014)

на български език
- Гръбнак (разказ), сп. „Съвременник“ бр.4 (2004), прев. Маргарита Дограмаджян
- Всичко това (разказ), сп. „Християнство и култура“ бр.1 (2013), прев. Слава Янакиева

### Документалистика
- Signifying Rappers (1990) – с Марк Костело[1][3][4]
- The Future of Fiction (1996)
- A Supposedly Fun Thing I'll Never Do Again (1997) – есета
- Shiny Adidas Tracksuits and the Death of Camp (1998) – с Джес Моури и Глазгоу Филипс
- Up, Simba! (2000)
- Everything and More (2003) – есета
- Consider the Lobster (2005) – есета
- McCain's Promise (2008)
- This Is Water (2009)

### Екранизации
- 2009 – Brief Interviews with Hideous Men
- 2014 – The Rescue – история